# Berghia coerulescens
Berghia coerulescens är en snäckart som först beskrevs av Charles Léopold Laurillard 1830.  Berghia coerulescens ingår i släktet Berghia och familjen snigelkottar. Inga underarter finns listade i Catalogue of Life.